# Тихон (Пасечник)
Ти́хон (в миру Леони́д Али́мпиевич Па́сечник; 21 января 1948, Казахская ССР) — предстоятель Русской истинно-православной церкви (РИПЦ) с титулом «архиепископ Омский и Сибирский», председатель Архиерейского синода РИПЦ. Бывший клирик Русской православной церкви заграницей (РПЦЗ) в России.

## Биография
Сам Пасечник в интервью 2007 года заявил, что он родился «в России в 1948 году». Согласно сайту «Церковные ведомости РИПЦ», родился в Казахстане в семье политссыльных. Согласно этому сайту, «отец, Алимпий Иванович, в 1941 году попал в немецкий плен, пребывал в лагере для военнопленных в Норвегии, после войны вынужден был переселиться в Казахстан. Дед по матери, Прокопий Сергеевич, был царским специалистом по горному делу, работал на шахтах Донбасса, в 1937 году расстрелян по „шахтинскому делу“, когда были уничтожены все „старорежимные“ специалисты; бабушка и мама, как родственники „врага народа“, сосланы в Казахстан».
Но он допускает ошибки в изложении сведений о своих родителях, так как приговор по Шахтинскому делу был вынесен не в 1937, а в 1928 году, и среди расстрелянных по нему не значится никого с инициалами П. С..
В 1970 году окончил Харьковский инженерно-строительный институт по специальности инженер-строитель.
Работал строителем. В 1985 году женился. С того же года проживал в Омске. В интервью журналу «Имперский вестник» Тихон рассказывал, что именно в это время он обратился к православной вере, придя в омскую катакомбную общину, состоявшую «из духовных чад приснопамятного исповедника Катакомбной Церкви иеромонаха Александра (Орлова, 1876—1977). В общине исполнял послушание помощника при старосте Феодоре Кирилловиче Кувалдине (1922 г.р.), который был членом катакомбной общины и духовным чадом о. Александра: в доме Фёдора Кувалдина в годы гонений тайно служил Александр (Орлов)». Данные сведения подвергались сомнению критиками Тихона (Пасечника).

### В РПЦЗ
В 1993 году овдовел. В том же году он присоединился к Омскому приходу Русской Православной Церкви Заграницей. Как написано в его официальной биографии: «Болезнь и смерть супруги были восприняты им как призыв Господа к служению».
В 1996 году был пострижен во чтеца для омской общины, а в 1997 году — во иподиакона.
В 1998 году принял монашество с именем Тихон в честь святого Патриарха Тихона и был рукоположён во иеродиакона епископом Ишимским и Сибирским Евтихием (Курочкиным).
4 июля 1999 года, в день престольного праздника храма святых Царственных Мучеников в Омске, епископом Ишимским и Сибирским Евтихием рукоположён во иеромонаха и назначен клириком омского прихода РПЦЗ. Как указано в справке на официальном сайте РПЦЗ, из-за «церковной малограмотности» иеромонаха Тихона епископ Евтихий решил не назначать его на самостоятельный приход.
После Собора Русской православной церкви заграницей в октябре 2000 года подписал Резолюцию собрания духовенства Ишимской и Сибирской епархии РПЦЗ, в которой говорилось: «Послание собора, как и другие его документы, свидетельствует о преемственной приверженности Архиерейского собора всему предыдущему курсу РПЦЗ <…> Мы не согласны с критическими высказываниями, заявлениями и ультиматумами, которые подписали некоторые клирики нашей Церкви в адрес Архиерейского собора и правящего архиерея, содержащие недоверие нашим архиереям».

### Священник и епископ в РИПЦ
4-5 сентября 2001 года в храме Иконы Божией Матери Взыскание погибших в Воронеже принял участие в «I-м Всероссийском Совещании архиереев, духовенства и мирян РИПЦ — РПЦЗ», в котором участвовали Лазарь (Журбенко), Вениамин (Русаленко), Агафангел (Пашковский), 23 священника и 13 мирян. Собрание в послании митрополиту Виталию выразило «полную поддержку Вашему Окружному посланию от 22 июня 2001 г. <…> В связи с этим мы продолжаем Вас считать единственно законным Первоиерархом Русской Зарубежной Церкви и сыновне просим Вас не оставлять пост Первоиерарха в это смутное время», где выступил с докладом.
18 ноября 2001 года вместе с настоятелем прихода священником Василием Савельевым направил епископу Евтихию письмо, в котором заявлялось об отделении от РПЦЗ:

Единственную возможность спасения в сложившейся ситуации мы видим в ограждении себя и своих духовных чад от пагубного воздействия ново-сергианского синода архиеп. Лавра, устремившегося в лоно экуменического «мірового православия» и от Вас, как активного сторонника и проводника в жизнь его нового курса.

Мы отделяемся от общения с Вами, основываясь на 15 Пр. Двукратного Конст. Собора и Заявлении Архиерейского Синода Русской Православной Церкви в Изгнании от 26 октября /8 ноября 2001 г., и переходим под прямое управление митр. Виталия и Синода РПЦИ, крепко стоящего на исконных позициях РПЦЗ.
В том же году за церковные правонарушения иеромонах Тихон был епископом Ишимским и Сибирским Евтихием (Курочкиным) запрещён в священнослужении. Епископ Евтихий сказал по этому поводу: «Как понять последователей омского раскольника Тихона (Пасечника), которые ушли в 2000 году от меня по единственной причине — они задали мне вопрос, считаю ли я Московскую Патриархию Церковью (?!) и, услышав от меня прямой утвердительный ответ, объявили о своём уходе из РПЦЗ».
Во II Всероссийском Совещании архиереев, духовенства и мирян РИПЦ, состоявшемся 17-18 апреля 2002 года в Воронеже участия не принимал.
В 2002 году пострижен архиепископом Лазарем в мантию с оставлением принятого в иночестве имени Тихон.
5/18 августа 2002 года в кафедральном храме праведного Иоанна Кронштадтского в Одессе согласно решению Архиерейского Совещания РИПЦ хиротонисан во епископа Шадринского, четвёртого викария архиепископа Лазаря. Хиротонию совершили: архиепископ Одесский и Тамбовский Лазарь (Журбенко), епископ Черноморский и Кубанский Вениамин (Русаленко), епископ Боровический Дионисий (Алфёров), епископ Бурненский Ириней (Клипенштейн) и епископ Жлобинский Гермоген (Дуников).
Митрополит Виталий архиерейскую хиротонию о. Тихона (Пасечника), как и других новорукоположенных викариев Лазаря (Журбенко), не признал. Хиротонии привели к расколу РПЦЗ(В) и положили начало самостоятельному существованию РИПЦ.
25 февраля 2003 года встретился с лидером Национального Фронта, членом Европарламента Жаном-Мари Ле Пеном, прибывшим в Омск с частным визитом и посетившим омский храм Святых Новомучеников и Исповедников Российских.
12/25 июня 2003 года Архиерейским Совещанием РИПЦ назначен правящим епископом Омским и Сибирским. Тогда же, после преобразования Архиерейского Совещания в Архиерейский Синод РИПЦ, избран постоянным членом Синода.

### Предстоятель РИПЦ
После кончины архиепископа Лазаря (Журбенко), 7 июля 2005 года, в день Рождества Предтечи и Крестителя Господня Иоанна, состоялись выборы предстоятеля Русской истинно-православной церкви (РИПЦ); избран председателем Синода РИПЦ. На следующий день, в храме св. прав. Иоанна Кронштадтского в Одессе, во время Божественной Литургии был возведён в сан архиепископа архиепископом РИПЦ Черноморским и Кубанским Вениамином (Русаленко), епископом РИПЦ Новгородским и Тверским Дионисием (Алфёровым), епископом РИПЦ Черниговским и Гомельским Гермогеном (Дуниковым), епископом Верненским и Семиреченским Иринеем (Клипенштейном) в сослужении других представителей духовенства РИПЦ.
В ходе своей первой поездки в качестве предстоятеля РИПЦ Архиепископ Тихон посетил Киев, Харьков и Воронеж.
В 2006—2007 году принял в юрисдикцию РИПЦ несколько приходов и клириков, не принявших Акта о каноническом общении, а также Леснинский монастырь.
В феврале 2008 года во Франции встречался с секретарём греческого старостильного Хризостомовского синода епископом Фотием (Мандалисом). Как пояснил сам Тихон (Пасечник) на епархиальном собрании Одесско-Харьковской епархии: «Эта встреча носила не частный, а официальный характер и была благословлена обоими нашими Синодами. Речь идёт об установлении евхаристического общения между Русской Истинно-Православной Церковью и Истинно-Православной Церковью Греции».
7 марта 2016 года на сайте Синода был опубликован «Ответ Синода на круг вопросов, затронутых в обращениях клириков Омско-Сибирской епархии и им сочувствующих», который обозначил новое мировоззрение архиепископа Тихона, в корне отличающееся от неоднократно озвученных им ранее взглядов. Согласно ему: «В 1994 году… РПЦЗ официально приняла еретическую, крипто-экуменическую экклезиологию…» (имеется в виду вступление РПЦЗ в общение со старостильным Синодом противостоящих), «что многое из недавнего „предания“ РПЦЗ — в особенности некоторые решения её Соборов и иерархов — были неправильны и противоречили Священному Преданию…», «РИПЦ замедлила в признании ереси киприанизма по сравнению с другими частями Истинно-Православной Церкви…», протопресвитер Виктор Мелехов, ушедший в Бостонский синод в 1986 году и лишённый тогда в РПЦЗ сана не раскольник, а исповедник и «достоин… похвалы за свою ревностность о вере, а его запрещение должно быть признано недействительным», что вероисповедание клириков, не разделяющих идеи антикиприанизма, следует считать еретическим, и никаких соборных решений для этого уже не требуется.
Состоявшийся 18-20 октября 2017 года наделил архиепископа Тихона (Пасечника) титулом Первоиерарха РИПЦ.

## Публикации
статьи
- ДОКЛАД От Омского духовенства и Братства Царя Мученика Николая II Всероссийскому Совещанию приходов РПЦЗ с участием клира и мірян в г. Воронеже
- Мы готовы оказать помощь // Наша страна. 2006. — № 2779. — С. 2.
- Рождественское Послание // Наша страна. 2006. — № 2787. — С. 1.
- Призыв к духовенству и верным чадам РПЦЗ Предстоятеля Русской Истинно-Православной (Катакомбной) Церкви Архиепископа Тихона // Наша страна. 2006. — № 2793. — С. 5-6.
- Скорбное послание духовенству и пастве страждущей Русской Зарубежной Церкви // Наша страна. 2007. — № 2813. — С. 1-4.
- Клевещут — значит боятся // Наша страна. 2007. — № 2810. — С. 1.
- Рождественское Послание // Наша страна. 2007. — № 2811. — С. 1.
- Завоеванным не будет пощады от завоевателей // Наша страна. 2007. — № 2815. — С. 1.
- «Единство», достигнутое хитростью и обманом // Наша страна. 2007. — № 2821. — С. 1.
- Призыв к единению антиуниатских сил // Наша страна. 2007. — № 2822. — С. 2. (с архиеп. Вениамином (Русаленко) и еп. Дионисием (Алфёровым))
- Партийность и Церковь // Наша страна. 2007. — № 2825. — C. 1.
- Нужен диалог не по страстям // Наша страна. 2007. — № 2827. — С. 1.
- Предпоследняя эпоха // Наша страна. 2007. — № 2828. — С. 5.
- Монреальская икона, брат Иосиф и РИПЦ // Наша страна. 2007. — № 2829. — С. 2.
- Великопостное послание // Наша страна. 2007. — № 2839. — С. 1.
- Рождественское послание // Наша страна. 2008. — № 2835. — С. 1—2.
- Великопостное послание // Наша страна. 2008. — № 2839. — С. 1.
- Пасхальное послание Председателя Архиерейского Синода Русской Истинно-Православной Церкви // Наша страна. 2008. — № 2842. — С. 1-2.
- В МП окончательно победила либерально-экуменическая партия // Наша страна. 2008. — № 2847. — С. 4. (с архиеп. Вениамином (Русаленко) и еп. Дионисием (Алфёровым) и еп. Стефаном (Сабельником))
- Независимость зарубежного епископа Стефана // Наша страна. 2008. — № 2856. — С. 3. (с архиеп. Вениамином (Русаленко) и еп. Гермоеном (Дуниковым))

интервью
- Интервью с Председателем Архиерейского Синода Русской Истинно-Православной (Катакомбной) Церкви Высокопреосвященнейшим Тихоном, Архиепископом Омским и Сибирским // «Имперский Вестник», июль — август, 2005 г., № 87
- ИНТЕРВЬЮ: Председатель Архиерейского Синода Русской Истинно-Православной Церкви (РИПЦ) Архиепископ Омский и Сибирский ТИХОН (ПАСЕЧНИК) рассказал «Порталу-Credo.Ru» о свободе и истинном православии // portal-credo.ru, 30 сентября 2006
- «Наш идеал — власть православного царя» // Наша страна. 2006. — № 2806. — С. 1-2.
- ИНТЕРВЬЮ: Архиепископ Омский и Сибирский ТИХОН (ПАСЕЧНИК), предстоятель РИПЦ: «Объединение с Московской патриархией — это не простое предательство Церкви Заграницей, в духовном смысле это — тяжелый грех самоубийства» // portal-credo.ru, 16 февраля 2007